# Saint-Amant-de-Graves
Saint-Amant-de-Graves – miejscowość i dawna gmina we Francji, w regionie Nowa Akwitania, w departamencie Charente. W 1990 roku jej populacja wynosiła 259 mieszkańców. 
W dniu 1 stycznia 1997 roku z połączenia dwóch ówczesnych gmin – Graves oraz Saint-Amant-de-Graves – utworzono nową gminę Graves-Saint-Amant. 